# امانوئل بوئن
امانوئل بوئن (انگلیسی: Emanuel Bowen; ۱۶۹۴ – ۱۷۶۷) جغرافی‌دان و گراورساز نقشهٔ بریتانیایی بود. او برای جورج دوم، پادشاه انگلستان و لویی پانزدهم پادشاه فرانسه به‌عنوان جغرافی‌دان کار می‌کرد. در سال ۱۷۱۴ در لندن کار فروش نقشه و چاپ انجام می‌داد و برخی از بهترین و جذاب‌ترین نقشه‌های قرن را تولید کرد. یکی از ویژگی‌های کار بوئن، که حتی در نقشه جاده‌های اولیه آشکار بود، عادت وی به پرکردن گوشه‌ها و فضای نقشه با یادداشت‌ها و پاورقی‌های تاریخی و توپوگرافی بود.